# 소바노카미역
소바노카미역(일본어: 曽波神駅)은 일본 미야기현 이시노마키시에 위치한 동일본 여객철도 이시노마키 선의 철도역이다. 단선 승강장 1면 1선의 구조를 갖춘 지상역이다.

## 역 주변
- 국도 제45호선
- 산리쿠 자동차도

## 역사
- 1956년 4월 5일 : 일본국유철도 이시노마키 선의 역으로 개업.
- 1987년 4월 1일 : 일본국유철도 분할 민영화에 의해, 동일본 여객철도가 승계.

## 인접 역
| 이시노마키 선        | 이시노마키 선   | 이시노마키 선            |
| -------------------- | --------------- | ------------------------ |
| 가노마타 고고타 방면 | ■ 이시노마키 선 | 이시노마키 오나가와 방면 |